# Trichocerca intermedia
Trichocerca intermedia är en hjuldjursart som först beskrevs av Soili Kristina Stenroos 1898.  Trichocerca intermedia ingår i släktet Trichocerca och familjen Trichocercidae. Arten är reproducerande i Sverige. Inga underarter finns listade i Catalogue of Life.